# Il simbolo perduto (serie televisiva)
Il simbolo perduto (The Lost Symbol) è una serie televisiva statunitense, basata sull'omonimo romanzo di Dan Brown del 2009. Prequel della serie di film dedicati a Robert Langdon, vede Ashley Zukerman nel ruolo del protagonista Robert Langdon. La prima stagione ha debuttato il 16 settembre 2021 su Peacock. Nel gennaio 2022 la serie è stata cancellata.

## Trama
Ambientata diversi anni prima degli eventi de Il codice da Vinci, ruota intorno ad un giovane Robert Langdon, assunto dalla CIA per risolvere diversi enigmi mortali quando il suo mentore scompare.

## Episodi
| Stagione       | Episodi | Pubblicazione USA | Prima TV Italia |
| -------------- | ------- | ----------------- | --------------- |
| Prima stagione | 10      | 2021              | 2021            |

## Personaggi e interpreti

### Principali
- Robert Langdon, interpretato da Ashley Zukerman, doppiato da Federico Zanandrea.
Professore di simbologia di Harvard.
- Peter Solomon, interpretato da Eddie Izzard, doppiato da Massimo Lodolo.
Mentore universitario di Robert.
- Katherine Solomon, interpretata da Valorie Curry, doppiata da Katia Sorrentino.
Figlia di Peter e studentessa di pseudoscienze, aiuta Robert nella sua missione.
- Mal'akh, interpretato da Beau Knapp, doppiato da Maurizio Merluzzo.
Figura misteriosa che rapisce Peter e assegna a Robert una ricerca per ritrovare alcuni oggetti legati alla massoneria.
- Alfonso Nuñez, interpretato da Rick Gonzalez, doppiato da Massimo Triggiani.
Agente di polizia del Campidoglio.
- Inoue Sato, interpretata da Sumalee Montano, doppiata da Beatrice Caggiula.
Capo dell'ufficio della sicurezza della CIA.

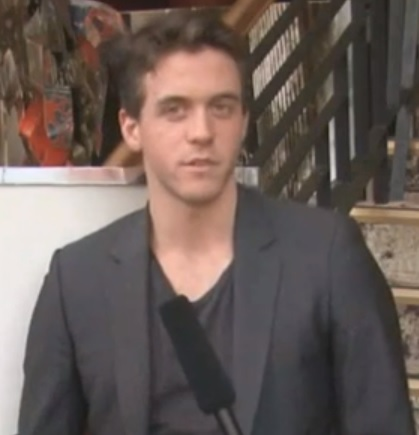
Ashley Zukerman
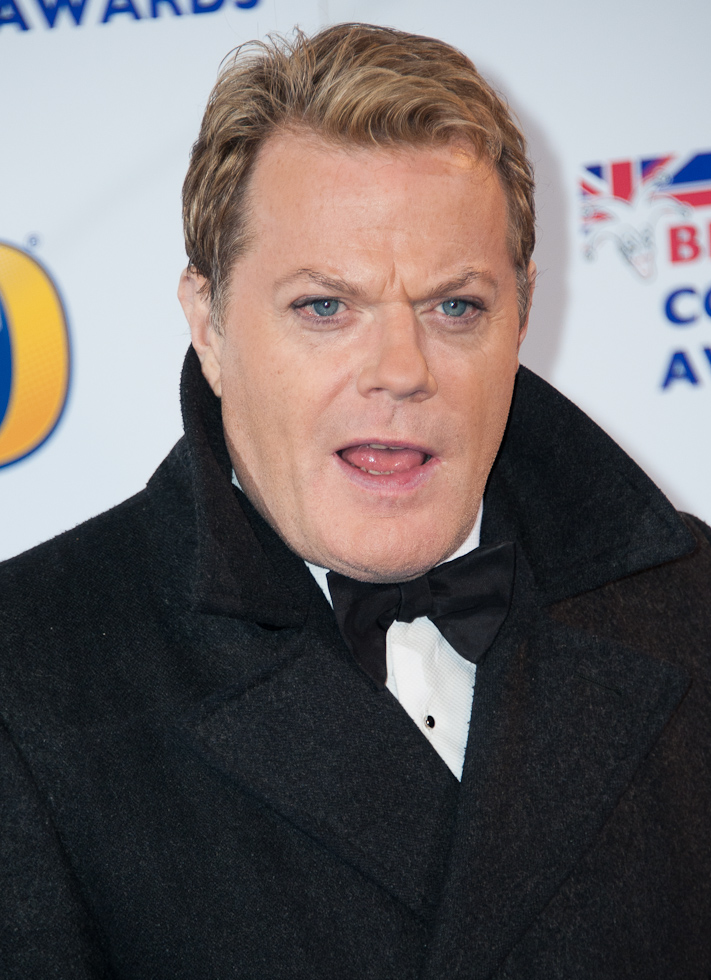
Eddie Izzard
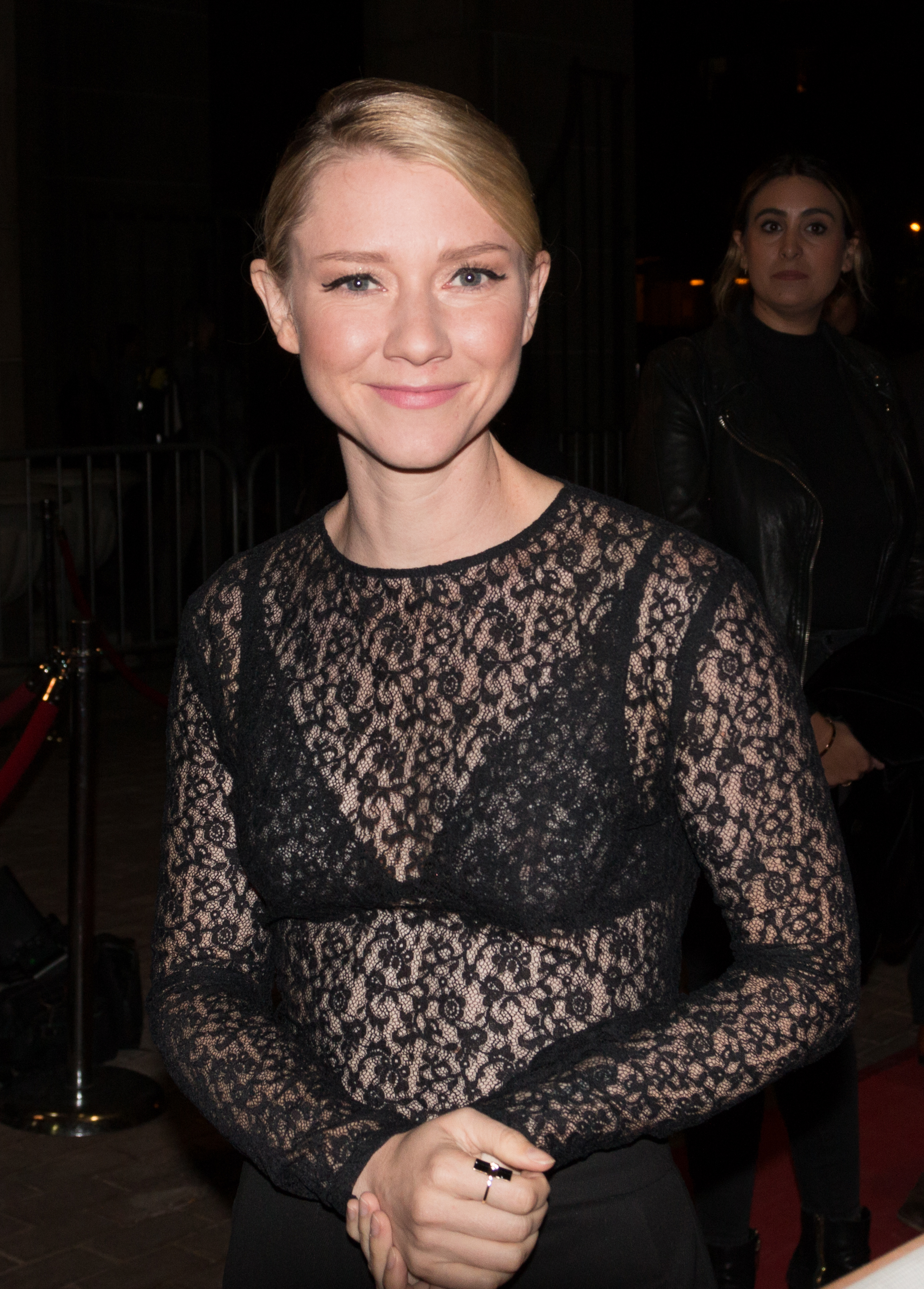
Valorie Curry
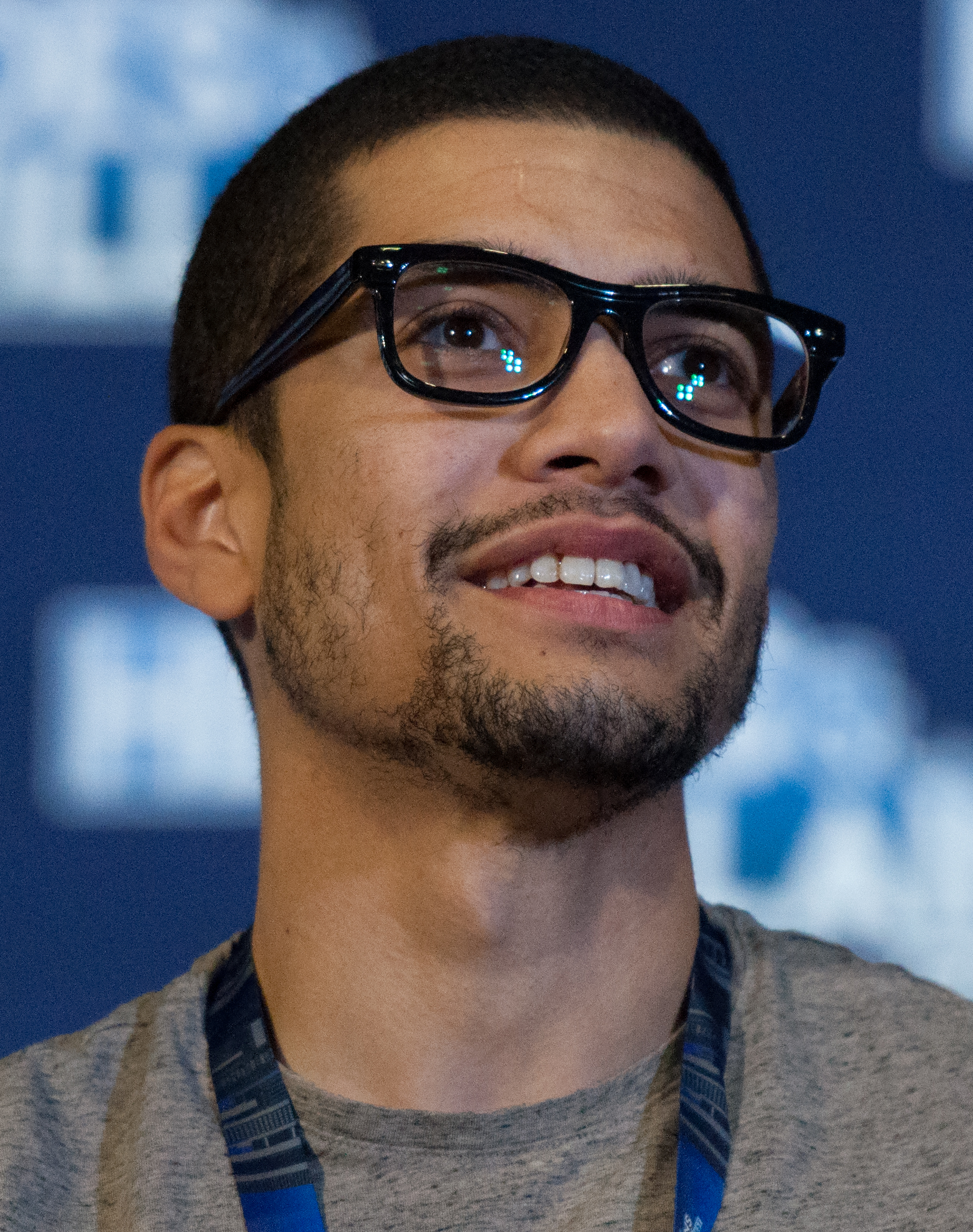
Rick Gonzalez
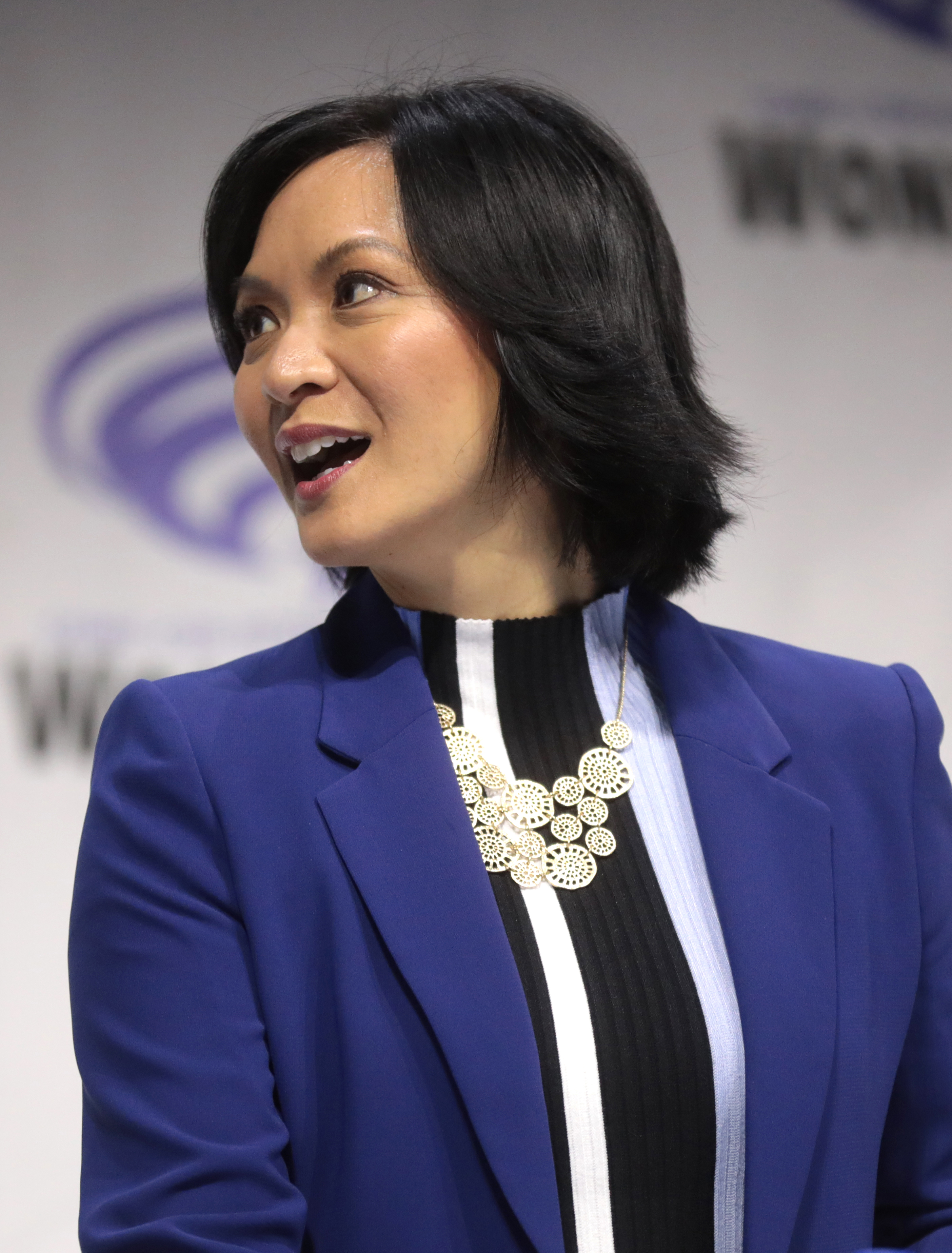
Sumalee Montano

### Ricorrenti
- Zachary Solomon, interpretato da Keenan Jolliff, doppiato da Andrea Oldani.
Figlio di Peter. Brillante studente di storia, in partenza per il Medio Oriente, in seguito troverà la morte in una prigione della Turchia.
- Warren Bellamy, interpretato da Tyrone Benskin.
Architetto del Campidoglio e alleato di Robert e Katherine.
- Isabel Solomon, interpretata da Laura De Carteret, doppiata da Anna Radici.
Moglie di Peter.
- Adamu, interpretato da Sammi Rotibi, doppiato da Lorenzo Scattorin.
Agente segreto della CIA nigeriano.
- Ellison Blake, interpretato da Greg Bryk.
Agente della CIA.
- Nicholas Bastin, interpretato da Raoul Bhaneja.
- Jonathan Knopp, interpretato da Steve Cumyn, doppiato da Claudio Moneta.

## Produzione

### Sviluppo
Originariamente sviluppato come un film con protagonista Tom Hanks come Robert Langdon e prodotto e diretto da Ron Howard per Columbia Pictures insieme con i produttori della serie Brian Grazer e John Calley. Tra il 2010 e il 2013 Sony Pictures ingaggiò tre sceneggiatori per il progetto, Steven Knight, Dan Brown, e Danny Strong. Nel luglio 2013, Sony Pictures annunciò che avrebbe adattato invece Inferno per una distribuzione nel 2016.
Nel giugno 2019 il progetto è stato riconcepito come una serie televisiva intitolata provvisoriamente Langdon. La serie rappresenta un prequel alla trilogia dei film, Dan Dworkin e Jay Beattie lavorano come co-creatori, showrunner e produttori esecutivi. Dan Brown, Ron Howard, Brian Grazer, Samie Kim Falvey e Anna Culp fungono da produttori esecutivi aggiuntivi. La trasmissione è una co-produzione tra Imagine Television Studios, CBS Studios e Universal Television Studios e fu ordinata da NBC. Nel marzo 2021 è stato annunciato che il programma sarebbe stato rilevato da Peacock. Il nuovo titolo, Dan Brown's The Lost Symbol, è stato rivelato il 17 maggio 2021 con un trailer. Il primo episodio è stato diretto da Dan Trachtenberg, che è anche uno dei produttori esecutivi.
Il 24 gennaio 2022 Peacock ha cancellato la serie dopo una stagione.

### Casting
Nel marzo 2020 fu annunciato che Ashley Zukerman ottenne il ruolo di Robert Langdon. Nel giugno seguente Valorie Curry e Eddie Izzard si sono uniti al cast interpretando Katherine e Peter Solomon. Alcuni giorni dopo sono stati comunicati altri membri del cast, Sumalee Montano, Rick Gonzalez e Beau Knapp. Nel giugno 2021 Raoul Bhaneja, Sammi Rotibi e Keenan Jolliff sono entrati nel cast in ruoli ricorrenti.

### Riprese
La lavorazione della prima stagione è iniziata il 14 giugno 2021, a Toronto, in Ontario e si è conclusa il 7 ottobre seguente.

## Distribuzione
Negli Stati Uniti la serie è stata pubblicata dal 16 settembre al 18 novembre 2021 sulla piattaforma streaming on demand Peacock. In Italia è stata trasmessa su Sky Serie dall'8 novembre al 6 dicembre 2021.

## Accoglienza
Sull'aggregatore di recensioni Rotten Tomatoes la prima stagione ottiene il 60% delle recensioni professionali positive, con un voto medio di 6,40 su 10 basato su 15 critiche, mentre su Metacritic ha un punteggio di 57 su 100 basato su 6 recensioni.